# Chipley
Chipley is een plaats (city) in de Amerikaanse staat Florida, en valt bestuurlijk gezien onder Washington County.

## Demografie
Bij de volkstelling in 2000 werd het aantal inwoners vastgesteld op 3592.
In 2006 is het aantal inwoners door het United States Census Bureau geschat op 3746, een stijging van 154 (4,3%).

## Geografie
Volgens het United States Census Bureau beslaat de plaats een oppervlakte van
10,7 km², geheel bestaande uit land. Chipley ligt op ongeveer 26 m boven zeeniveau.

## Plaatsen in de nabije omgeving
De onderstaande figuur toont nabijgelegen plaatsen in een straal van 24 km rond Chipley.